# Kärrbo församling
Kärrbo församling var en församling i Västerås stift och i Västerås kommun i Västmanlands län.
Församlingen uppgick 2006 i Kungsåra församling.

## Administrativ historik
Församlingen har medeltida ursprung.
Församlingen utgjorde till 1801 ett eget pastorat för att därefter till 1870 vara annexförsamling i pastoratet Kungsåra och Kärrbo för att sedan från 1870 till 1 december 1930 åter utgöra ett eget pastorat. Från 1 december 1930 till 1962 moderförsamling i pastoratet Kärrbo, Kungsåra och Ängsö för att från 1962 till 2006 vara annexförsamling i pastoratet Irsta, Kärrbo, Kungsåra, Ängsö och Björksta. Församlingen uppgick 2006 i Kungsåra församling.

## Organister
Lista över organister i Kärrbo församling.
| Verksam   | Namn                      | Levnadstid | Övrigt         |
| --------- | ------------------------- | ---------- | -------------- |
| 1827-1869 | Erik Pettersson           | 1799-      | Även klockare. |
| 1870-1909 | John Viktor Engbom        | 1848-1927  |                |
| 1909-1911 | Karl Oskar Norlén         | 1879-      |                |
| 1912-1939 | Nils Fredrik Nyström      | 1879-1947  |                |
| 1939-1952 | Karl Otto Hernmar         | 1896-1952  |                |
| 1952-     | Carl Gösta Teodor Ericson | 1902-      |                |

## Kyrkor
- Kärrbo kyrka